# Królewski Salut (Persja)
Salamatih Shah (Pers. سلامتی شاه) – hymn Persji w latach 1873–1909. Nie posiadał słów, a muzykę skomponował Jean Baptiste Lemair w 1873 roku. Hymn przestał obowiązywać 9 lipca 1909 roku, w czasie panowania Ahmada Szacha Kadżara, zmieniono go na Salut Perski.